# 藤原文雄
藤原文雄（ふじわら ふみお、1967年4月- ）は、教育学者、国立教育政策研究所勤務。

## 人物・来歴
1992年東京大学教育学部教育行政学科卒、民間企業勤務をへて99年同大学院教育学研究科総合教育科学博士課程単位取得退学、1999年静岡大学教育学部附属教育実践総合センター講師、2001年助教授、2007年准教授、09年教育学研究科准教授、2010年国立教育政策研究所初等中等教育研究部総括研究官、20年部長。

## 著書
- 『教職員理解が学校経営力を高める 学校で働く人たちのチームワークをどう活かすか』学事出版, 2007.8
- 『学校事務の共同実施 ケース・スタディーで学ぶその課題と展望』学事出版, 2008.8
- 『「学びの環境デザイナー」としての学校事務職員 教職協働で学びの質を高める』学事出版, 2011.8
- 『スクールリーダーのための教育政策入門 知っておきたい教育政策の潮流と基礎知識』学事出版, 2018.8
- 『スクールビジネスリーダーシップ研修テキスト 1』学事出版, 2020.12

### 共編著
- 『21世紀学校事務事典 5』清原正義, 檜山幸子,藤原義朗, 落合孝,本多正人,笠沙知章, 川上安生,現代学校事務研究会共編著. 学事出版, 2004.8
- 『学校組織調査法 デザイン・方法・技法』露口健司, 武井敦史共編著. 学事出版, 2010.9
- 『学校事務職員という仕事・生き方 キャリア・ステージごとの悩み、学び、成長』編著. 学事出版, 2012.3
- 『特別支援学校教員という仕事・生き方 20人のライフヒストリーから学ぶ』岩見良憲共編著. 学事出版, 2013.7
- 『新人学校事務職員のワークとライフ 一年間の成長と効果的な研修』編著. 学事出版, 2015.8
- 『校長という仕事・生き方 「チーム学校」時代における校長の役割と登用』編著. 学事出版, 2016.9
- 『事務職員の職務が「従事する」から「つかさどる」へ 学校教育法第37条第14項「事務職員は、事務をつかさどる」とはどういうことか』編著. 学事出版, 2017.8
- 『世界の学校と教職員の働き方 米・英・仏・独・中・韓との比較から考える日本の教職員の働き方改革』編著. 学事出版, 2018.3
- 『「学校における働き方改革」の先進事例と改革モデルの提案 学校・教師の業務/教育課程実施体制/生徒指導実施体制/学校運営・事務体制』編著. 学事出版, 2019.2
- 『学校と社会をつなぐ! これからの人づくり・学校づくり・地域づくり』生重幸恵, 竹原和泉, 谷口史子, 森万喜子, 四柳千夏子共著. 学事出版, 2021.10
- 『子供の学力とウェルビーイングを高める教育長のリーダーシップ 校長、教職員、地域住民を巻き込む分散型リーダーシップの効果』露口健司共編著. 学事出版, 2021.5

## 論文
- ＜藤原文雄